# NGC 1818
NGC 1818 é um aglomerado globular jovem, estima-se em apenas cerca de 20 milhões de anos. Quase todos os conhecidos aglomerados globulares têm sua idade estimada em entre 4-14 bilhões de anos. Faz parte da Grande Nuvem de Magalhães.